# Рудник Кансай
Рудник Кансай – колишній гірничодобувний майданчик на півночі Таджикистану. 
Гріничі роботи в районі Кансаю провадились ще в часи середньовіччя. Про них свідчить виявлення біля трьох десятків відкритих та закритих виробіток, звідки, як оцінюється, вилучили 100 тис м3 породи. Біля 80% видобутої руди становила срібно-свинцева, тоді як залишковий обсяг припав на руди міді та заліза.
В 1933-му за результатами геологорозвідувальних робіт ввели в дію рудник Кансай, який у підсумку окрім однойменного базового родовища також провадив розробку родовищ Південна Дарваза (є відомості, що його передали під освоєння одночасно з Кансаєм), Кизил-Кан та Окур-Даван (шахти діяли з 1939 по 1955 рік), Акташ (розробка велась з 1945 по 1955 роки), Шевчуковське (введене в розробку з 1952-го).
Первісно високий вміст металу в руді дозволяв відправляти її без збагачення на Чимкентський свинцевий завод, проте вже з 1937-го кансайський майданчик доповнили збагачувальною фабрикою, що відправляла до Чимкенту свинцевий концентрат.
В 1943-му Кансайське рудоуправління стало основою Кансайського поліметалічного комбінату (у підсумку також включив рудники Куруксай і Такелі), що діяв до 1952-го, після чого був перейменований на Кансайський свинцево-цинковий комбінат. Останній існував до 1978-го, а завершальний період своєї діяльності Кансайське рудоуправління належало до Адрасманського свинцево-цинкового комбінату.
Розробку вели підземним способом, при цьому станом на початок 1980-х глибина виробіток досягнула 780 метрів.
В 1985-му через вичерпання запасів рудник припинив діяльність, а його збагачувальну фабрику використали для створення Кайраккумського рудника, що узявся за розробку кількох золоторудних родовищ.